# Klasyfikacja galaktyk Hubble’a

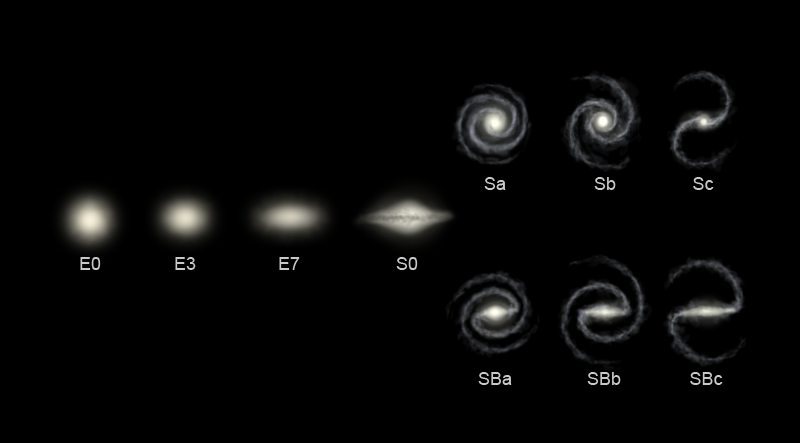
Klasyfikacja galaktyk Hubble’a

Klasyfikacja galaktyk Hubble’a (inaczej sekwencja Hubble’a) – system morfologicznej klasyfikacji galaktyk zaproponowany przez Edwina Hubble’a w 1926 roku.
System ten dzieli galaktyki na cztery główne typy:
- galaktyki eliptyczne: typ E (ang. Elliptical) – mające regularny kształt kulisty lub elipsoidalny o gładkiej strukturze;
- galaktyki spiralne: typ S (ang. Spiral) – mające postać dysku z ramionami spiralnymi wychodzącymi z centralnego zgrubienia galaktycznego;
- galaktyki soczewkowate: typ S0 – galaktyki spiralne o słabo spłaszczonym centrum, pozbawione wyraźnej struktury spiralnej, stanowią typ pośredni pomiędzy galaktyką eliptyczną a spiralną;
- galaktyki nieregularne: typ Irr (ang. Irregular) – będące efektem kolizji lub zbliżenia dwóch galaktyk, nie mają określonego symetrycznego kształtu.

Obserwacje odległych galaktyk pozwoliły odkryć, że taki generalny podział ma zastosowanie nie tylko do współczesnego Wszechświata. Różnice morfologiczne galaktyk stanowiące podstawę sekwencji Hubble’a występowały w tej formie już co najmniej 11,5 miliarda lat temu.